# Lancôme (Loir-et-Cher)
Pour les articles homonymes, voir Lancôme.
Lancôme est une commune française située dans le département de Loir-et-Cher en région Centre-Val de Loire. Ses habitants sont appelés les Lancômois.

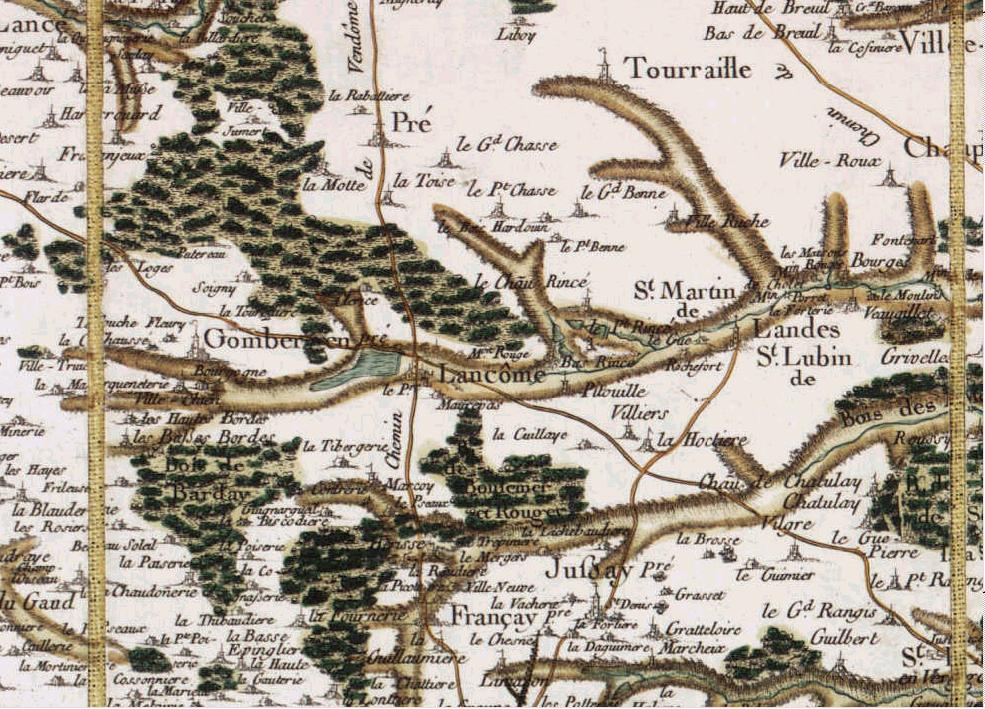
Carte de Cassini 1753.

## Géographie
Située à 20 kilomètres de Blois, sur l'axe Blois-Montoire. Le ruisseau qui traverse Lancôme s'appelle la Cisse landaise (ou Cisse Landaison) qui se jette dans la Cisse à Saint-Bohaire.

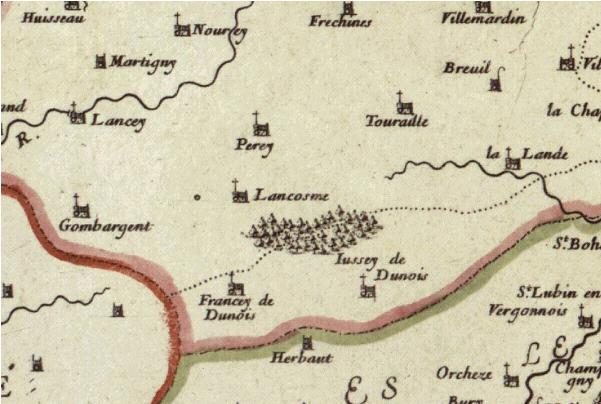
Carte de Sanson 1660.

### Climat
Pour des articles plus généraux, voir Climat du Centre-Val de Loire et Climat de Loir-et-Cher.
En 2010, le climat de la commune est de type climat océanique dégradé des plaines du Centre et du Nord, selon une étude du CNRS s'appuyant sur une série de données couvrant la période 1971-2000. En 2020, Météo-France publie une typologie des climats de la France métropolitaine dans laquelle la commune est exposée à un climat océanique altéré et est dans la région climatique  Moyenne vallée de la Loire, caractérisée par une bonne insolation (1 850 h/an) et un été peu pluvieux. 
Pour la période 1971-2000, la température annuelle moyenne est de 10,7 °C, avec une amplitude thermique annuelle de 14,9 °C. Le cumul annuel moyen de précipitations est de 650 mm, avec 11,1 jours de précipitations en janvier et 6,6 jours en juillet. Pour la période 1991-2020, la température moyenne annuelle observée sur la station météorologique de Météo-France la plus proche, « Blois », sur la commune de Villefrancœur à 9 km à vol d'oiseau, est de 11,8 °C et le cumul annuel moyen de précipitations est de 641,4 mm,. Pour l'avenir, les paramètres climatiques de la commune estimés pour 2050 selon différents scénarios d'émission de gaz à effet de serre sont consultables sur un site dédié publié par Météo-France en novembre 2022.

## Urbanisme

### Typologie
Au 1er janvier 2024, Lancôme est catégorisée commune rurale à habitat très dispersé, selon la nouvelle grille communale de densité à sept niveaux définie par l'Insee en 2022.
Elle est située hors unité urbaine. Par ailleurs la commune fait partie de l'aire d'attraction de Blois, dont elle est une commune de la couronne,. Cette aire, qui regroupe 78 communes, est catégorisée dans les aires de 50 000 à moins de 200 000 habitants,.

## Histoire

### Néolithique
Il a été trouvé à Clérice un polissoir qui a été utilisé par des hommes du néolithique pour polir leurs haches de pierre et aiguiser leurs tranchants. Il s'agit d'un gros bloc de poudingue (haut de 0,30 m, large de 0,35 à 0,45 m) comportant deux cuvettes et une surface polie typiques de cette sorte d'outil.

### Antiquité romaine
En 1861, des travaux de terrasse, à Malvaux face au Bas Rincé, ont mis à nu, à une profondeur moyenne de 40 centimètres, l'aire d'un vaste édifice, que les gens de la contrée crurent l'emplacement d'un château ou d'une église. D'une longueur de 30 mètres, sur une largeur de 14 mètres, il s'agissait en fait d'une villa romaine. On y a retrouvé des fragments de tuiles, des morceaux d'une poterie romaine rouge et noire, et des cubes noirs et blancs appartenant à une mosaïque qui a été détruite. L'enduit intérieur des murs était recouvert de peintures rouge, verte et jaune, attestant de l'existence de fresques.
La découverte de cette villa laisse supposer que le domaine devait s'étendre au-delà de la petite Cisse, sur le territoire de Lancôme.

### Moyen Âge
Il existait à Lancôme, avant 1070, une villa dénommée ad quartas qui semble être devenue Rincé. En 1148, Rincé est une terre de la Trinité de Vendôme qui est sous commendise (protection contre rémunération) de Thibaut IV de Blois.
L'exploitation des bois provoque un conflit en 1265 entre la Trinité de Vendôme et les hommes de Lancôme, portant sur le bois des usages et le bois de Brochet (près du hameau de Clérice). On détermine alors une partie du bois dont l'usage est aux hommes, sous forme de tenure (2 deniers de cens et 4 de relief par quartier), tandis que dans le reste du bois l'usage demeure aux moines seuls. Ceux-ci exploitent également le bois de Rincé.
Cet accord est confirmé en 1672 : ...il semble aux conseillers souscrits que les habitants peuvent mener et envoyer paître leurs bêtes ès dits bois, tant en ceux dudit prieur qu'ès usage, en tout temps et saisons tant de paisson qu'autres temps, sans que ledit prieur les puisse empêcher.
Une lettre sur parchemin de Philippe VI, roi de France, datée de 1337, autorise l'abbé de Vendôme à détourner un chemin allant "de la ville de Gombergein à la ville de Lonc Oulme", pour le réunir à un mauvais chemin par lequel on va de "Gombergein à Françay", à la charge pour l'abbé de faire appareiller ledit mauvais chemin, d'y faire construire un pont, "se mestier est", et de pourvoir "à la seurté des trespassenz sur ledit pont" ; cette autorisation accordée à l'abbé pour lui permettre de "parfaire un estang" qu'il avait commencé sur sa terre de "Lonc Oulme".
Au début du XIe siècle, le pays de Lancôme faisait partie du pagus vindocinensis (Vendômois). Jules de Pétigny le place dans le pagus blesensis mais il note qu'il fit partie du Vendômois jusqu'en 1339, époque où il fut réuni au Blaisois en tant que paroisse seulement, par traité passé entre Guy de Châtillon et Bouchard VI de Vendôme. Ce traité, qui a redéfini la frontière entre les deux comtés, fut ratifié en 1340 par Philippe de Valois à Bouvines. La frontière est définie très précisément : ... en venant aux ormes dudit Breuil jouste la maison de Denis le Barbier à présent au Breuil et de l'ormeau de laditte maison en s'en venant et en traversant tout le grand chemin jusqu'au val de la Mesurière [Val d'esne noir ou d'eau noire]  et dudit val tout le chemin à la croix au feu Venier et de laditte croix tout le chemin aux bois de Maufrain et de Gouffart en s'en revenant par entre les bois dessus dits droit parmi le chemin marais [Morias]  aux terroirs qui départent de Maurepas [Mont Repart] et droit aux terroirs de Lancôme et de Mortereche [Marcois et Mourieu].
Lancôme, comme Landes-le-Gaulois, se trouva être un village-frontière entre deux seigneurs belliqueux, puis entre les terres restées françaises et les conquêtes anglaises.
En 1568, en qualité d'abbé de Vendôme, Louis de Seyssel de la Chambre, amodia à Louis Lecomte, bourgeois de Blois, la ferme de Morillas sur la paroisse de Lancôme, moyennant 40 livres de cens, sous réserve que le preneur dépensera 500 livres tournois en réparations dans les trois ans

### Les étangs
Dans la dépression de terrain qui s'étend à partir de Gombergean, en bordure de la route départementale 108 jusqu'à Lancôme, se trouve une étendue très humide dans laquelle s'écoule, à peine perceptible, une source partant des bois de Barday, commune de Françay. Rapidement, on créa deux étangs importants, ainsi qu'en fait foi un bail de l'abbé Michel Sublet, abbé de la Trinité de Vendôme, affermant l'étang de Lancôme à Claude Gault, receveur général du domaine du roi en Vendômois, le 10 juillet 1595.

### La crue de 1748
Le jour de la Pentecôte de l'année 1748 (2 juin), une quantité extraordinaire d'eau est tombée pendant un orage. La levée d'un étang important, situé au-dessus du bourg de Lancôme, s'est rompue. La masse d'eau s'est précipitée dans la vallée et a détruit un moulin appelé Malytourne, placé au bas du village de Rincé ainsi que plusieurs petits étangs, et renversa le pont de pierre bâti près de l'église Saint-Martin à Landes. La partie basse du bourg de Landes a été inondée et l'eau pénétra dans les maisons jusqu'à une hauteur de trois pieds ; les habitants furent obligés de se réfugier dans les greniers.

### La Révolution française
Au moment de la Terreur, la paroisse de Lancôme était fort agitée. Son curé Blaise Michel Jaunet a un tempérament de lutteur. En 1791 et 1792, il s'est opposé au prêtre constitutionnel envoyé de Blois pour le remplacer. Jaunet a refusé de prêter les deux serments et il entend rester le maître dans son église où il continue d'exercer le culte. Dans la nuit du 21 avril 1792, excédé par sa résistance, le curé assermenté Antoine Paulinier le fit enlever avec l'aide de quatre gardes nationaux de Landes. Le lendemain du coup de force, les habitants de Lancôme se réunirent et dépêchèrent leurs femmes chez Paulinier qui fut rossé à coups de bâton. Paulinier s'enfuit et Jaunet, relâché peu après, se réinstalla en vainqueur dans sa paroisse.
On trouve trace de l'opposition des habitants à ce nouveau curé dans le registre paroissial : "Aujourd’hui 22 octobre 1791 a été inhumé, par moi curé soussigné, le corps de Pierre Bisson, mort d’hier, âgé de 62 ans, après avoir reçu la confession et l’extrême onction par Mr Jaunet cy devant curé, ainsi que nous l’ont déclaré les nommés ci-dessous, en présence de sa fille Anne Bisson, sa fille qui nous a déclaré que son père ne voulait pas de moi soussigné avant de mourir, en présence de son gendre, Pierre Blin, qui m’a déclaré que s’il était dans le même cas il ne voudrait pas de moi… Paulinier curé de Lancôme".
Charles Suppligeau, un cultivateur aisé de Lancôme, gérant de la propriété de Rincé, a été élu au premier conseil général de Loir-et-Cher installé le 6 juillet 1790. Lors de la vente des biens nationaux en 1792, il achète la maison presbytériale de la paroisse de Saint-Martin de Landes pour la somme de 6825 livres, soit le triple de la mise à prix. La propriété de Rincé, qui compte 306 arpents, sera vendue elle aussi pour la somme de 82 200 livres à un laboureur venant d'Eure-et-Loir Barthelemy Foirien

## Politique et administration
| 1792 - 1793                                         | Maurice Touzé                                                                        |
| 1793 - 1798                                         | Mathurin Pétard                                                                      |
| 1799 - 1807                                         | Pierre Lignout                                                                       |
| 1808 - 1817                                         | Sébastien Dessay                                                                     |
| 1817 - 1831                                         | Jean Noullin                                                                         |
| 1831 - 1843                                         | Sébastien Dessay                                                                     |
| 1843 - 1847                                         | Gilles Moreau                                                                        |
| 1848 - 1849                                         | Charles Jolivet                                                                      |
| 1850 - 1866                                         | Jean Bruneau                                                                         |
| 1866 - 1870                                         | Michel Chauveau                                                                      |
| 1870 - 1874                                         | Adolphe De Belenet, officier supérieur en retraite, chevalier de la Légion d'honneur |
| 1874 - 1876                                         | Sébastien Hamelin                                                                    |
| 1876 - 1880                                         | Jacques Thuault                                                                      |
| 1881 - 1885                                         | Sébastien Hamelin                                                                    |
| 1885 - 1887                                         | Pas de maire - Désiré Retif fait fonction                                            |
| 1887 - 1889                                         | Jacques Thuault                                                                      |
| 1889 - 1900                                         | Sébastien Dessay                                                                     |
| 1900 - 1904                                         | Désiré Retif                                                                         |
| 1904 - 1908                                         | Sébastien Hamelin                                                                    |
| 1908 - 1909                                         | Pas de maire                                                                         |
| 1909 - 1912                                         | Henri Dubray                                                                         |
| 1912 - 1919                                         | Désiré Retif                                                                         |
| 1919 - 1935                                         | Marie Touzé                                                                          |
| 1935 - 1953                                         | Aurèle Girard, chevalier de la Légion d'honneur                                      |
| 1953 - 1966                                         | Maurice Bourgueil                                                                    |
| 1966 - 1971                                         | Jacques Vée                                                                          |
| 1971 - 1995                                         | Pierre Besnard                                                                       |
| 1995 - 2020                                         | Claudette Bourgueil                                                                  |
| 2020 -                                              | Philippe Bourgueil                                                                   |
| Les données antérieures ne sont pas encore connues. |                                                                                      |

## Population et société

### Démographie

#### Évolution démographique
L'évolution du nombre d'habitants est connue à travers les recensements de la population effectués dans la commune depuis 1793. Pour les communes de moins de 10 000 habitants, une enquête de recensement portant sur toute la population est réalisée tous les cinq ans, les populations de référence des années intermédiaires étant quant à elles estimées par interpolation ou extrapolation. Pour la commune, le premier recensement exhaustif entrant dans le cadre du nouveau dispositif a été réalisé en 2006.

En 2022, la commune comptait 121 habitants, en évolution de −0,82 % par rapport à 2016 (Loir-et-Cher : −1,15 %, France hors Mayotte : +2,11 %).
| 1793 | 1800 | 1806 | 1821 | 1831 | 1836 | 1841 | 1846 | 1851 |
| ---- | ---- | ---- | ---- | ---- | ---- | ---- | ---- | ---- |
| 162  | 184  | 176  | 249  | 218  | 225  | 233  | 233  | 253  |

| 1856 | 1861 | 1866 | 1872 | 1876 | 1881 | 1886 | 1891 | 1896 |
| ---- | ---- | ---- | ---- | ---- | ---- | ---- | ---- | ---- |
| 278  | 297  | 291  | 289  | 300  | 280  | 278  | 293  | 298  |

| 1901 | 1906 | 1911 | 1921 | 1926 | 1931 | 1936 | 1946 | 1954 |
| ---- | ---- | ---- | ---- | ---- | ---- | ---- | ---- | ---- |
| 235  | 247  | 250  | 201  | 195  | 221  | 226  | 201  | 220  |

| 1962 | 1968 | 1975 | 1982 | 1990 | 1999 | 2006 | 2011 | 2016 |
| ---- | ---- | ---- | ---- | ---- | ---- | ---- | ---- | ---- |
| 186  | 165  | 139  | 133  | 96   | 114  | 144  | 132  | 122  |

| 2021 | 2022 | - | - | - | - | - | - | - |
| ---- | ---- | - | - | - | - | - | - | - |
| 122  | 121  | - | - | - | - | - | - | - |

| | 1616 | 1665 | 1709 | 1713 | 1720 | 1725 | 1726 | 1735 | 1741 | 1768 | 1774 | 1788 | 1790 |
| --- | ---- | ---- | ---- | ---- | ---- | ---- | ---- | ---- | ---- | ---- | ---- | ---- | ---- |
| Feux | 37   | 32   | 37   | 24   | 37   | 28   | 30   | 24   | 32   | 31   | 28   | 31   | 36   |
| Gabellants                                                                                              |      |      |      |      |      | 108  | 113  |      |      |      |      |      |      |
| Anciens comptages en nombre de feux "taillables", les gabellants sont les habitants de plus de huit ans |      |      |      |      |      |      |      |      |      |      |      |      |      |

#### Pyramide des âges
La population de la commune est relativement jeune.
En 2018, le taux de personnes d'un âge inférieur à 30 ans s'élève à 31,2 %, soit en dessous de la moyenne départementale (31,3 %). À l'inverse, le taux de personnes d'âge supérieur à 60 ans est de 27,1 % la même année, alors qu'il est de 31,6 % au niveau départemental.
En 2018, la commune comptait 64 hommes pour 59 femmes, soit un taux de 52,03 % d'hommes, largement supérieur au taux départemental (48,55 %).
Les pyramides des âges de la commune et du département s'établissent comme suit.
| Hommes | Classe d’âge | Femmes |
| ------ | ------------ | ------ |
| 0,0    | 90 ou +      | 1,7    |
| 9,5    | 75-89 ans    | 5,1    |
| 15,9   | 60-74 ans    | 22,0   |
| 22,2   | 45-59 ans    | 25,4   |
| 17,5   | 30-44 ans    | 18,6   |
| 15,9   | 15-29 ans    | 15,3   |
| 19,0   | 0-14 ans     | 11,9   |

| Hommes | Classe d’âge | Femmes |
| ------ | ------------ | ------ |
| 1,1    | 90 ou +      | 2,6    |
| 9,2    | 75-89 ans    | 11,9   |
| 19,7   | 60-74 ans    | 20,4   |
| 20,7   | 45-59 ans    | 20     |
| 16,5   | 30-44 ans    | 16,2   |
| 15,2   | 15-29 ans    | 13,2   |
| 17,6   | 0-14 ans     | 15,7   |

## Lieux et monuments

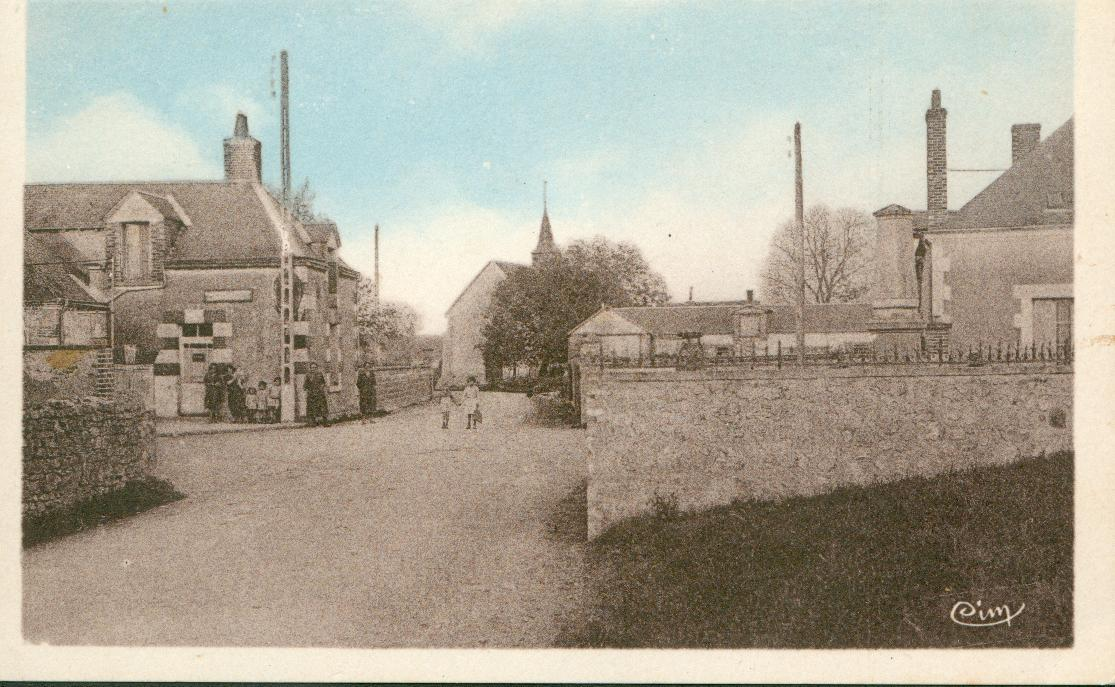
Bourg de Lancôme.
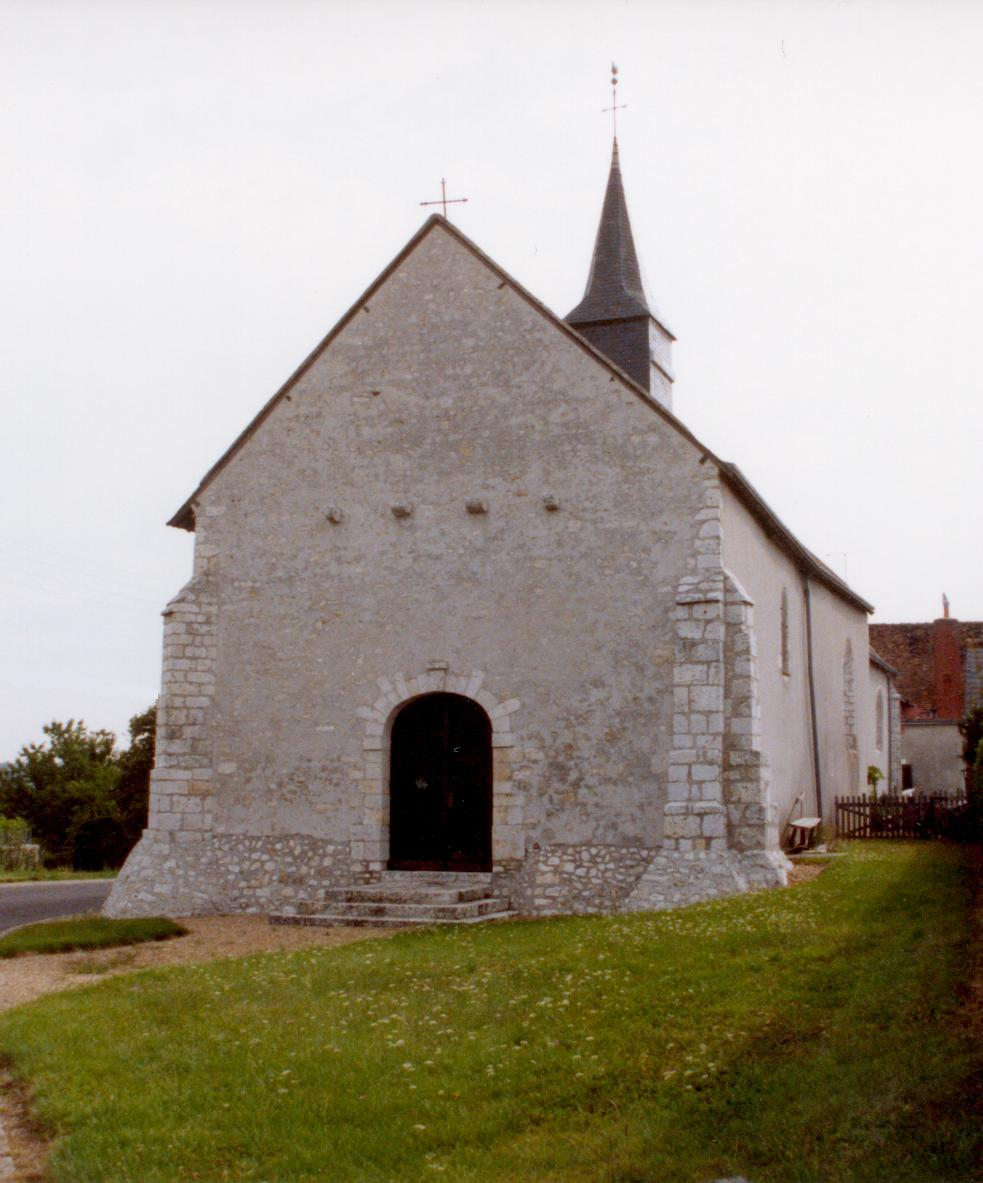
L'église Saint-Pierre.
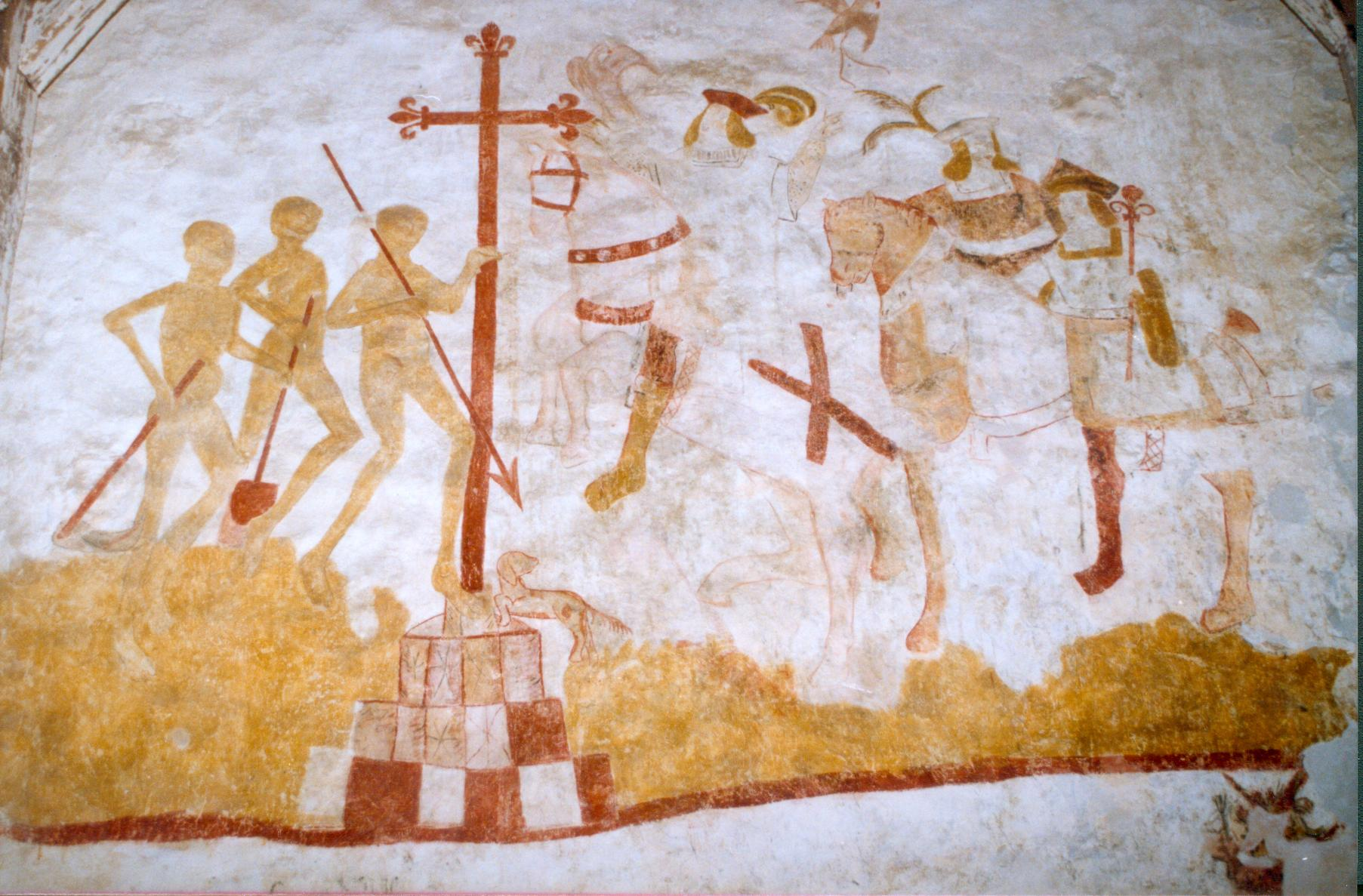
Le Dit des trois morts et des trois vifs.
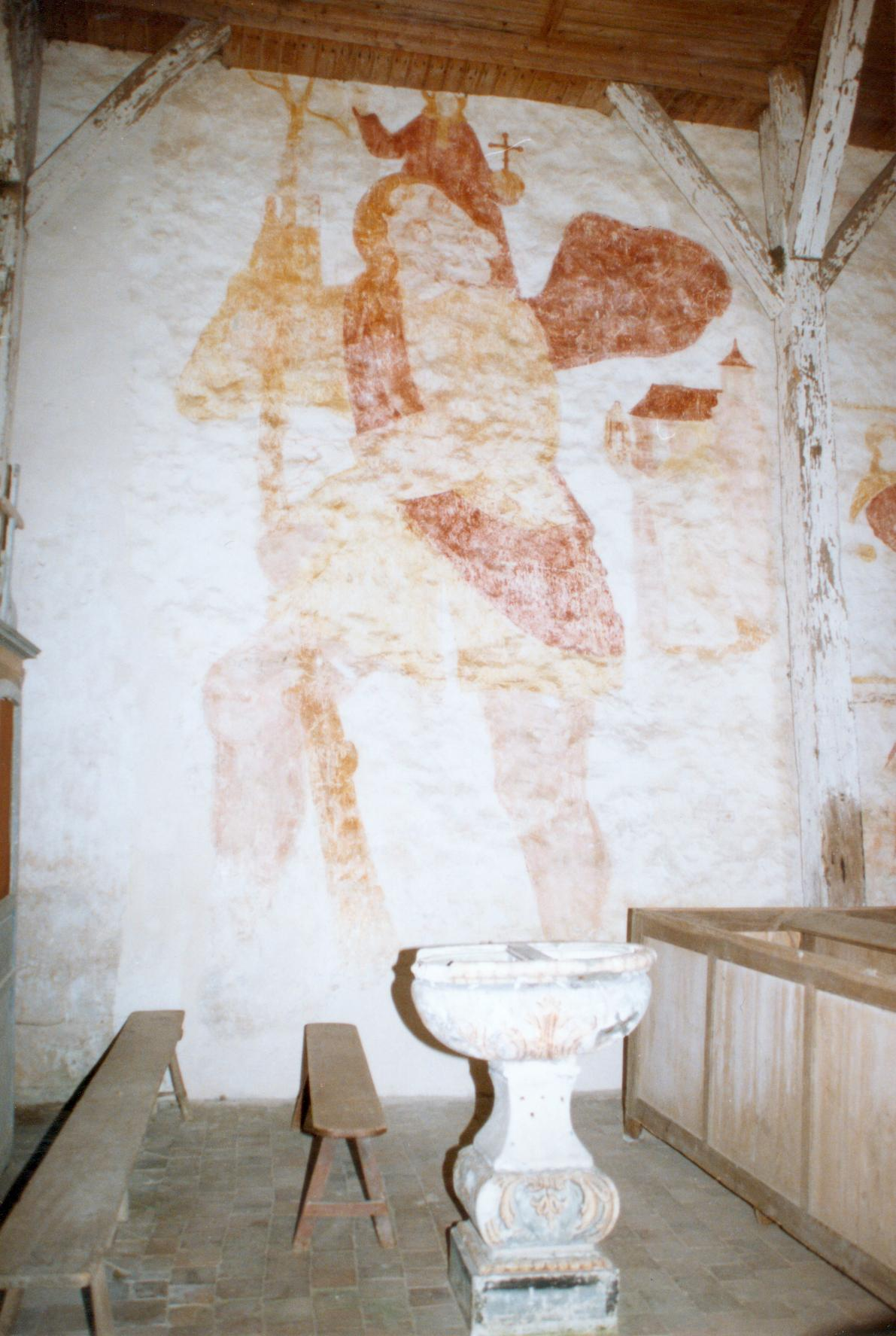
Saint Christophe.
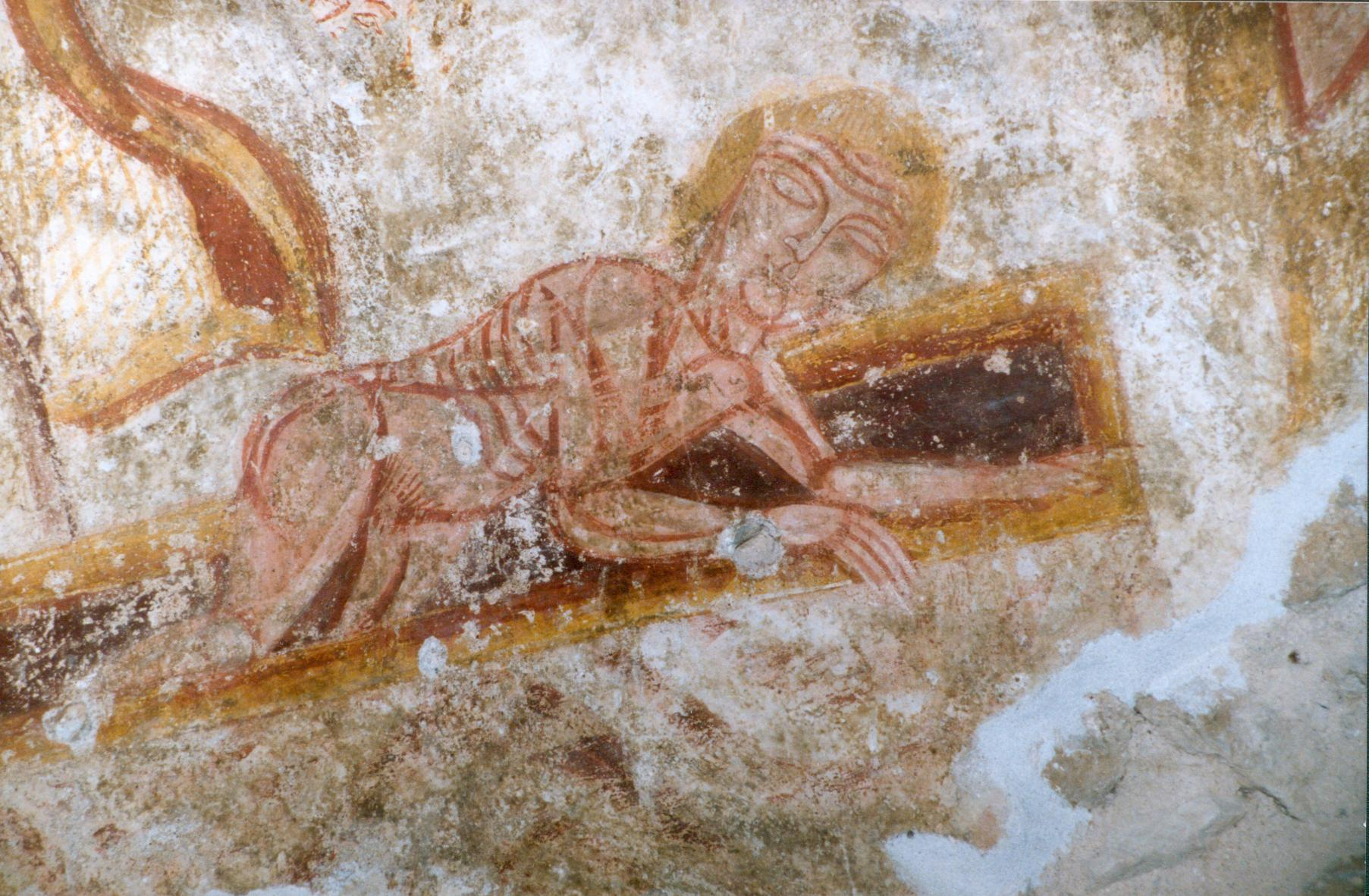
La résurrection des morts (détail).

L'église Saint-Pierre de Lancôme appartenait à l'abbaye de la Trinité de Vendôme, par suite de l'achat qui en fut fait en 1059, aux nones de décembre, au prix de 27 livres poitevines, par l'abbé Odéric (ou Oudry) à Hugues fils Théodolin (ou Gueduin), et de l'indemnité qui fut accordée à Aubri, seigneur de Montoire, de qui elle dépendait féodalement.
En 1081, Hamelin II, seigneur de Montoire, confirme à la Trinité la possession de l'église de Lancôme et des biens en dépendant, à savoir : le prieuré, le four à ban devant l'église, vignes, bois, prés et étangs.
L'église, qui se compose d'une nef simple et d'un chevet plat, date du XIIe siècle mais a subi des modifications importantes au XVIe siècle.
Elle possède de remarquables peintures murales, datées du XIIe siècle au début du XVIe siècle, qui ont été nettoyées et stabilisées récemment : sur le mur nord, un saint Christophe de six mètres de haut est peint à côté d'une représentation de la Cène, sur le mur sud un Dit des trois morts et des trois vifs : trois jeunes cavaliers vont à  la chasse avec leurs faucons, dans un cimetière, ils sont arrêtés par trois morts, qui leur rappellent la brièveté de la vie et l'importance du salut de leur âme.
Ces peintures, ont été dégagées en 1989 par Brice Moulinier, restaurateur et répondent à deux principales campagnes picturales. Un premier ensemble, dont il ne reste que quelques vestiges, date du XIIe siècle (1160-1180) et comporte une représentation du sacre de Clovis et un Jugement dernier. La deuxième campagne, de la fin du Moyen âge, a décoré les mêmes murs sud et nord de la nef. Elle comporte saint Christophe, le Dict des trois morts et des trois vifs, la Cène, des représentations de saints et le Jugement dernier.
Le tabernacle surmonté d'un crucifix en bois sculpté et doré, la chaire et son banc d'œuvre du XVIIIe siècle, une pierre tombale de 1554 décorée de quatre écussons armoriés composent le mobilier classé de l'église.

## Toponymie

### Lancôme
Le nom de la localité est attesté sous la forme longa ulmus (le long orme ou la longue ormaie) en 1059 dans un parchemin conservé à la bibliothèque municipale de Vendôme.

### Lieux-dits
Voici un recensement des lieux-dits de la commune dans leur toponymie actuelle.
Les hameaux :
- Beau soleil : maison dont la façade est exposée au sud.
- Clérice : site d'essartage récent en 1265, composé à partir de clair et du suffixe diminutif isse
- Fontaine Saint-Hubert : voir sources
- La Chatière : de Chat
- La Fontaine du chêne : voir sources
- La Pinetterie : de Pinet, forêt de pin
- L'Âne mort : Asne, Lâne nom de personne dès le XIIIe siècle ou du latin asinus âne
- Le Bas Percy : du bas latin *Patriciacus, gentilice Patricius et suffixe -acus ou bas latin *Preciacus, gentilice Precius et suffixe -acus.
- Le Bas Rincé
- Le Clos Follet : clos suivi d'un nom de personne, propriétaire ou tenancier primitif
- Le haut de Morillard : anciennes attestations Morugleto ou Morillais ou Morillas
- Le Pignon blanc : sommet d’une montagne et par analogie, la partie supérieure du mur, pignon de maison
- Les Maisons rouges, lieu ou la présence de gallo romain a été constaté par les anciens, présence de morceaux de tuiles ou briques. Ce nom peut être un indice de passage d'une voie romaine. Les auberges, sur ces voies, étaient badigeonnées de rouge ou construites en brique, afin que les voyageurs puissent les distinguer de loin.
- Les Orfeuilles : le houx
- Les Pruniers
- Mont Repart : cité dans l'accord de 1339 (Maurepas) - mauvais pâturage
- Rincé : Bas latin *Rainteriacus. Rainterius et suffixe -acus.
- Rochecorbon

Les bois :
- Bois de la Fuselière
- Bois de Rincé
- Bois des Usages : partie du bois laissée en usage aux hommes de Lancôme en 1265
- Bois de Brochet : Diminutif de brosse par sa variante broche ou broce « lieu broussailleux, bosquet ».
- Boulomer : ancienne possession du monastère de Saint-Laumer de Blois (attesté sous la forme Boulaumer)[30]
- La Bordière : de Borde et suffixe collectif -ière « petite ferme » ou Bordier, nom d'homme  (c'est certainement un fief ancien)

Les fosses ou zones humides :
- Fosse aux Prêtres : peut être aussi une variante de pretes, rejet d'osier prêt à rouir
- Fosse de Budon
- Fosse de la Fuselière
- Fosse de la Tibergie : ancien nom Tibergerie, de Tiberge, variante féminine de Thibert, theud = peuple, et berht = brillant, célèbre, nom de personne d’origine germanique.
- Fosse de Marché Fleury, le marchais ou marché est synonyme de trou d'eau
- Fosse de Morihard
- Fosse des Quatre Arpents

Les zones agricoles :
- Gouffard : cité dans l'accord de 1339, Wulf = loup et hard = dur, fort. Nom de personne d’origine germanique.
- La Barre : limite entre deux territoires, entre deux juridictions
- La Blaudière : de Belault, nom de personne
- La Grande Borne : bloc de pierre, poteau délimitant un territoire. Vers 1200, borne prend le sens de limite, fin.
- Le Moulin à Vent lieu éponyme
- Les Boissereaux : petit ensemble de buis.
- Les Cressandelles
- Les Étangs : lieu où se trouvaient les étangs de Lancôme aujourd'hui disparus
- Les Quartes : mesure de superficie (60 arpents), terre soumise à la redevance seigneuriale du quart.
- Les Roncières : terrain où abonde la ronce
- Mauguenay

## Les sources
Cinq sources sur la commune sont à l'origine du bassin de la Cisse landaise.
- La Fontaine du Chêne : cette source a disparu de son emplacement primitif. Elle se présentait comme  un puits arrondi qui s'écoulait dans une fosse sommairement aménagée.
- La Fontaine Saint-Hubert : au centre d'un boqueteau de peupliers, l'eau est reçue dans une fosse pavée de 5 mètres sur 3. Située près de Rincé, cette fontaine était un lieu de pèlerinage où le saint était invoqué contre la rage.
- Le Moulin de Malytourne : dans l'ancien bief du moulin se trouvent au moins 3 venues d'eau qui ont toujours fourni de l'eau aux habitants du bas Rincé. Aujourd'hui ces sources alimentent une pièce d'eau. De Mari, génitif de Magher, nom de personne d’origine germanique, et turno = hauteur, d’origine pré-latine ; la hauteur de Magher.
- La Fontaine ou le Vivier : située au centre du bourg, c'est une fosse de 3,5 mètres de côté alimentée par le fond. L'eau s'écoulait dans un bassin cimenté qui formait un lavoir à ciel ouvert, aujourd'hui comblé.
- Le Bourbier : au lieu-dit les Prés de la Fontaine, cette source se présente comme une fosse naturelle de 10 mètres de diamètre. Le nom bourbier désigne un lieu creux plein de boue.

## Personnalités liées à la commune
- Martine de Bertereau (vers 1590 - vers 1642), minéralogiste française, aurait apporté en dot, lors de son mariage avec Jean du Châtelet, la baronnie de Beausoleil, formant une dépendance de la commune de Lancôme[32].